# Rauisuchus
Rauisuchus (що означає «крокодил Вільгельма Рау») — рід вимерлих архозаврів, які мешкали на території, яка зараз є геопарком Палеоррота (формація Санта-Марія), Бразилія, у часи пізнього тріасового періоду (235—228 мільйонів років тому). Він містить один вид, R. tiradentes.

## Відкриття та найменування
У 1928 або 1929 роках біля дороги від Санта-Марії до Сан-Хосе доктор Вільгельм Рау, німецький колекціонер скам'янілостей, який працював під керівництвом Фрідріха фон Хюне, виявив останки крокодила рауісухіда. Він зробив відкриття приблизно у 20–30 метрах від дороги в місці, відомому як Zahnsanga, яке, ймовірно, було ущелиною або уступом, паралельним дорозі. Місце Зансанга було частиною Алемоа, що входить до формації Санта-Марія, і було знайдено у верхніх 2,5 метри 8-метрового шару. Потім фон Хюне надіслав матеріал R. tiradentes назад до Німеччини разом з іншими скам'янілостями, включаючи голотип Prestosuchus chiniquensis.

## Опис
Rauisuchus, можливо, виріс до довжини 4 м і мав би 90 см у висоту в стегнах і мав вагу близько 250 кг. Rauisuchus відрізняється від інших членів Rauisuchidae на підставі шишкоподібного потовщення на основі заднього відростка передщелепної кістки, коротких вентральних кілевих шийних відділів, без постзигодіапофізарних пластинок, і подовжених каудальних відділів з додатковим відростком хребця та постспінальною кістковою перегородкою.